# روي دولينج
روي دولينج (بالإنجليزية: Roy Dowling)‏ هو عسكري أسترالي، ولد في 28 مايو 1901 في نيوساوث ويلز في أستراليا، وتوفي في 15 أبريل 1969 في كانبرا في أستراليا بسبب نوبة قلبية.